# Жасмин
Жасми́н, жасмі́н, ясми́н (застаріле), (Jasminum, від перс. یاسمین, ясемін) — рід вічнозелених чагарників із родини маслинових.

## Опис
Виткі або прямостоячі чагарники з простими, трійчастими або непарноперистими листками без прилистків і великими правильними квітками. Віночок квіток білий, жовтий або червонуватий роздільний, більшою частиною з вузькою довгою трубкою, усередині якої містяться дві тичинки з короткими нитками. Зав'язь верхня. Плід — ягода.

## Значення та застосування
Деяких представників роду культивують як декоративні рослини заради гарних запашних квітів у садах і як кімнатні рослини. У Південній і Південно-Східній Азії квіти жасмину широко використовують як прикраси і ароматизатор зеленого чаю.

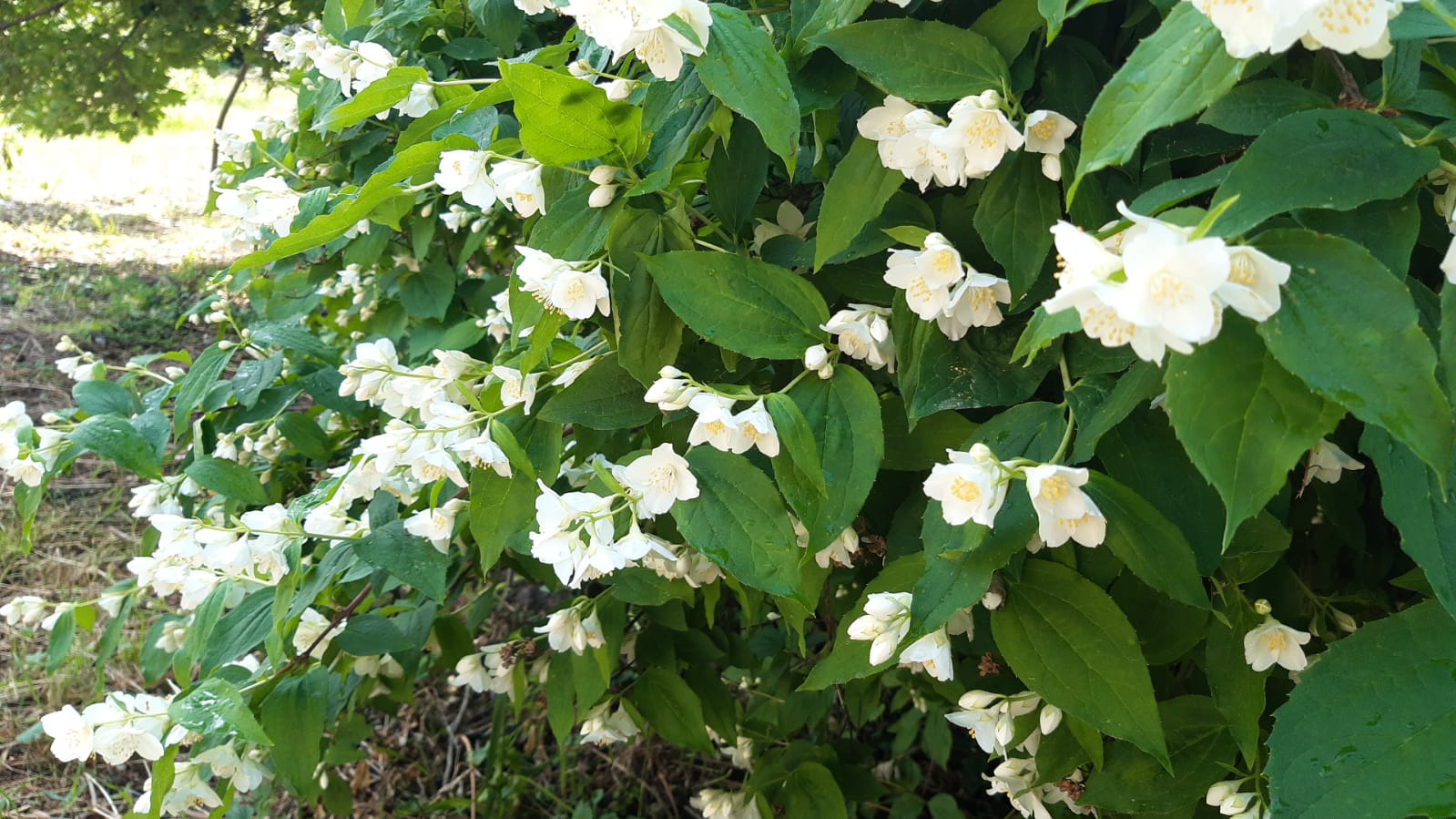
Жасмин (Jasminum) з родини маслинових інколи плутають з Жасмином садовим (Philadelphus L.) з родини гортензієвих, який зображено на цьому фото.

З квіток жасмину запашного (Jasminum odoratissimum), великоквіткового (Jasminum grandiflorum) та індійського (Jasminum sambac) добувають запашну ефірну олію, яку використовують у виробництві парфумів та ладану.
Крім того, жасмин індійський, або самбак, є національною квіткою Індонезії, де його називають «мелатія», і Філіппін, де він називається «сампагіта». В Індонезії жасмин — головна квітка на весільних церемоніях етнічних індонезійців. Жасмин білий — національна квітка Пакистану, де він відомий як «чамбелі». Jasminum fluminense — поширений бур'ян на Гаваях, де його неточно називають «бразильський жасмин».

## Види
Рід налічує понад 200 видів, поширених у теплому поясі обох півкуль, включаючи субтропіки. З них найвідоміші:
- Jasminum fruticans L. — жасмин кущовий
- Jasminum humile L. — жасмин італійський жовтий
- Jasminum revolutum
- Jasminum officinale L. — жасмин лікарський, або білий, або справжній
- Jasminum abyssinicum Hochst. — жасмин лісовий
- Jasminum dichotomum Vahl. — жасмин золотий прибережний
- Jasminum grandiflorum L. — жасмин королівський
- Jasminum multiflorum Hance — жасмин індійський
- Jasminum parkeri Dunn — жасмин карликовий